# Manua Patera
La Manua Patera è una struttura geologica della superficie di Io.